# Annœullin

Annœullin este o comună în departamentul Nord, Franța. În 1 ianuarie 2022 avea o populație de 10.887 de locuitori.